# Godło Salwadoru

Godło Salwadoru

Godło Salwadoru w obecnej formie przyjęte zostało 15 września 1912 roku. Wyłonione zostało w wyniku konkursu zorganizowanego przez ministerstwo wojny i marynarki. Autorem godła jest salwadorski kaligraf Rafael Barraza Rodríguez.

## Opis
W centralnej części znajduje się trójkątna tarcza, a na niej pasmo pięciu wulkanów wynurzających się z morza. Nad wulkanami przedstawiona jest czerwona czapka frygijska, a wokół niej promienie słoneczne i napis 15 septiembre de 1821 (15 września 1821, data ogłoszenia niepodległości przez Salwador). Na szczycie znajduje się tęcza. Wokół tarczy pięć trójpasmowych, niebiesko-białych flag. Poniżej znajduje się wstęga z mottem narodowym: Dios, Unión, Libertad („Bóg, Jedność, Wolność”). Całość otoczona jest dwoma gałązkami wawrzynu, oraz złotym napis w języku hiszpańskim: República de El Salvador en la América Central („Republika Salwadoru w Ameryce Środkowej”).

## Symbolika
Trójkąt symbolizuje równość wszystkich wobec prawa, a także trójpodział władzy. Wulkany oraz flagi symbolizują pięć krajów Zjednoczonych Prowincji Ameryki Środkowej. Tęcza symbolizuje pokój, a czapka frygijska wolność. Gałązki wawrzynu, każda podzielona na siedem części, symbolizują 14 departamentów Salwadoru.

## Historia

Zjednoczone Prowincje Ameryki Środkowej 1823–1825
Zjednoczone Prowincje Ameryki Środkowej 1825–1841
1851–1853
Republika Środkowoamerykańska 1895–1898
Salwador 1877–1912